# Île Olive
Pour les articles homonymes, voir Olive (homonymie).
Ne doit pas être confondu avec Île de l'Olive.
L’île Olive est une île sur la Seine située à Nogent-sur-Seine dans le département de l'Aube. D'une superficie de 3 hectares, en forme de triangle allongé, elle a une longueur maximale d’environ 500 mètres. Sans construction hors une maison en face de l'écluse, elle est ouverte au public et abrite un arboretum depuis 1994.

## Historique
À l'origine nommée île Collet, elle était la propriété du docteur Olive, maire de la ville en 1884 et chevalier de la Légion d’honneur, à laquelle il en fit don à sa mort en 1885, quelques mois seulement après le début de son mandat. Conformément à ses souhaits, l'île fut renommée île Olive.
« Je donne et lègue à la ville de Nogent-sur-Seine ma propriété de l'île Collet à la condition qu’on l’appellera « Île Olive » et qu’elle servira de promenade aux Nogentais, cette destination ne pourra jamais être changée, l’île ne sera ni louée ni vendue ; aucun débit de boisson, même temporaire, ni cabines de bains. Je lègue en outre à la ville de Nogent-sur-Seine (...) dix mille francs pour servir à l’entretien et à l’embellissement de l’île. En échange de ces dons la Ville entretiendra les tombes de la famille Olive. » Docteur Olive.
La tempête de décembre 1999 a détruit plusieurs arbres remarquables. De nombreuses essences ont été replantées pour recréer un paysage de qualité[réf. souhaitée].

## Accès
Son accès sud se fait par une passerelle, passant au-dessus d'un déversoir, la reliant du centre de Nogent-sur-Seine, située juste en aval. Au nord de l'île, une écluse ferme le bras nord de la Seine.